# Reform-Böhm-System
Das Reform-Böhm-System ist eine Bauart der Klarinette, deren Korpus eine andere Innenbohrung als beim ursprünglichen Böhm-System aufweist. Das Ziel seiner Entwicklung war, zusammen mit einem anderen Mundstück einen anderen Klangcharakter hervorzubringen.

## Griffsysteme für die moderne Klarinette
Moderne Klarinetten werden in drei Griffsystemen, jeweils mit Varianten, hergestellt. Die beiden wichtigsten sind das Böhm-System, auch französisches System genannt, und das Oehler-System, auch deutsches System genannt. Daneben gibt es noch das Albert-System. Das Oehler-System dominiert im deutschsprachigen Raum, das Böhm-System im Rest der Welt, während das Albert-System fast nur noch in der osteuropäischen Volksmusik anzutreffen ist.
Die Systeme unterscheiden sich durch ihre Griffweise, aber auch durch ihren Klang, wobei der Klang der Böhmklarinette lange Zeit dem der deutschen unterlegen war. Richard Strauss z. B. sprach von den „näselnden“ französischen Klarinetten. In neuerer Zeit hat sich der Klang französischer Klarinetten aufgrund moderner Konstruktions- und Produktionsmöglichkeiten und auch eines gewandelten Klangempfindens dem deutscher Klarinetten angenähert.

Reform-Böhm-Klarinetten von Wurlitzer
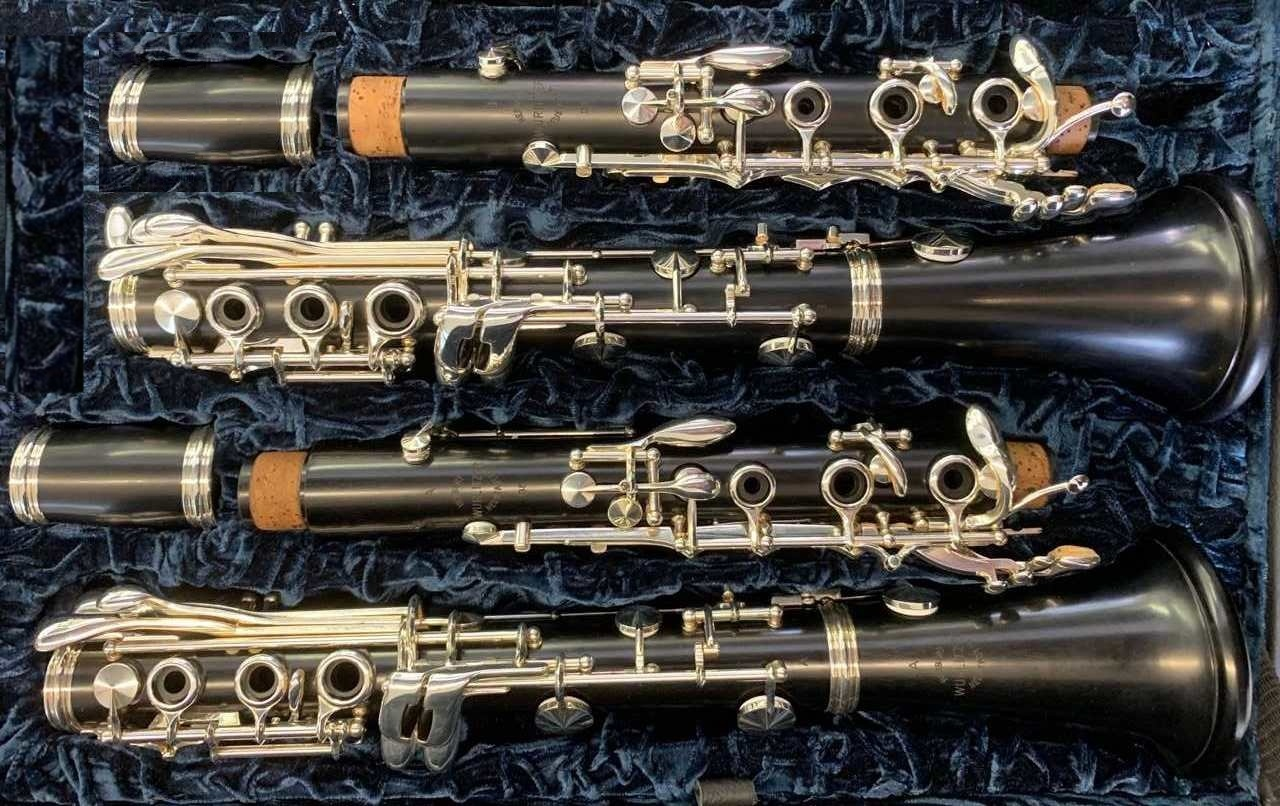
Reform-Böhm-Klarinetten in B und A mit 7 Ringen (der 7. davon ist der 3. Ring am Oberstück), mit erweiterter Klappe für Gis", Rollenverbindung zwischen C"/Es", seitlicher Überblasklappe und Tief E/F-Verbesserung
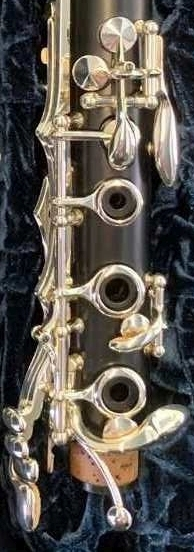
3. Ring und erweiterte Gis"-Klappe
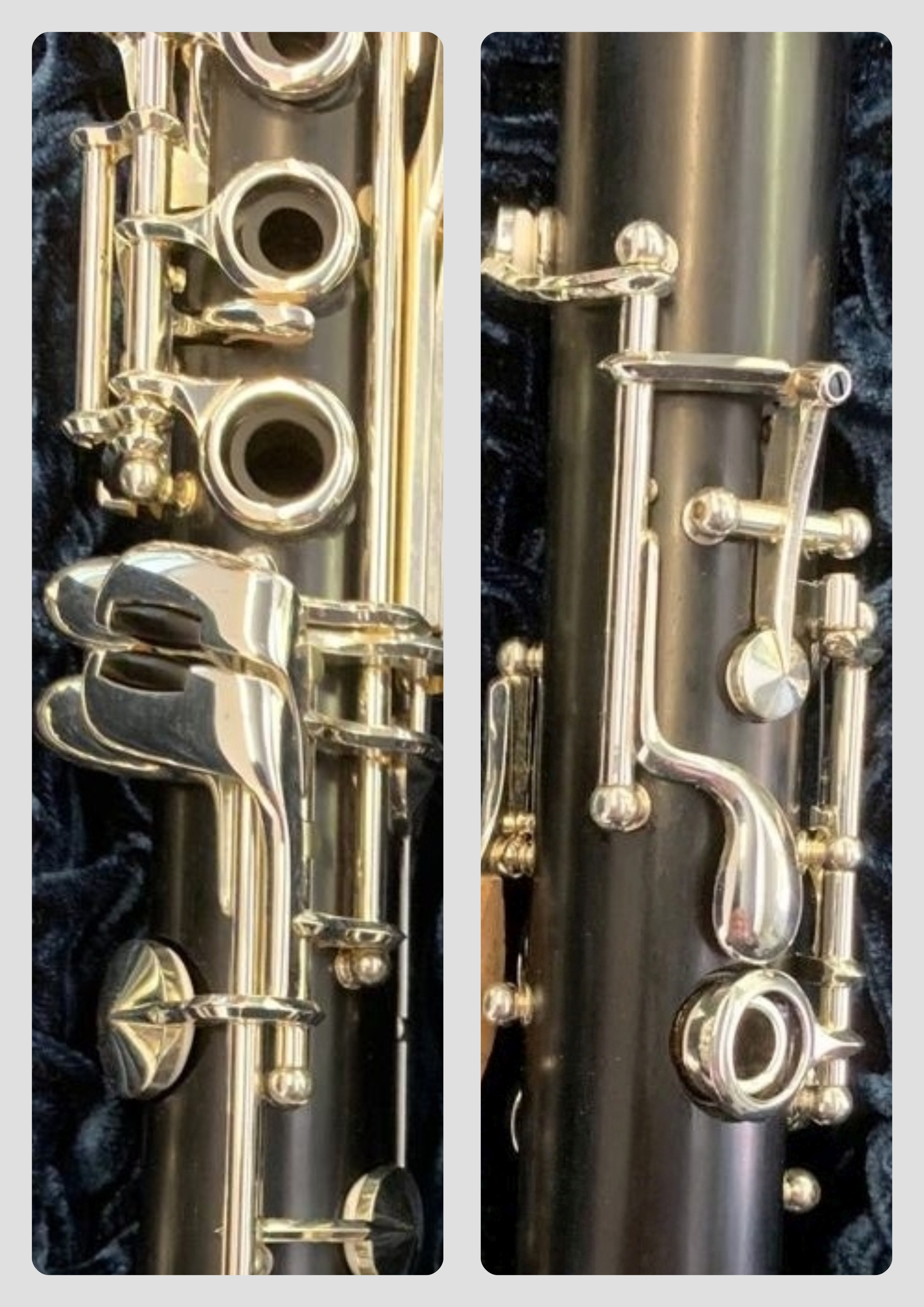
Rollenverbindung und seitliche Duodezimklappe mit Verbesserung für B`
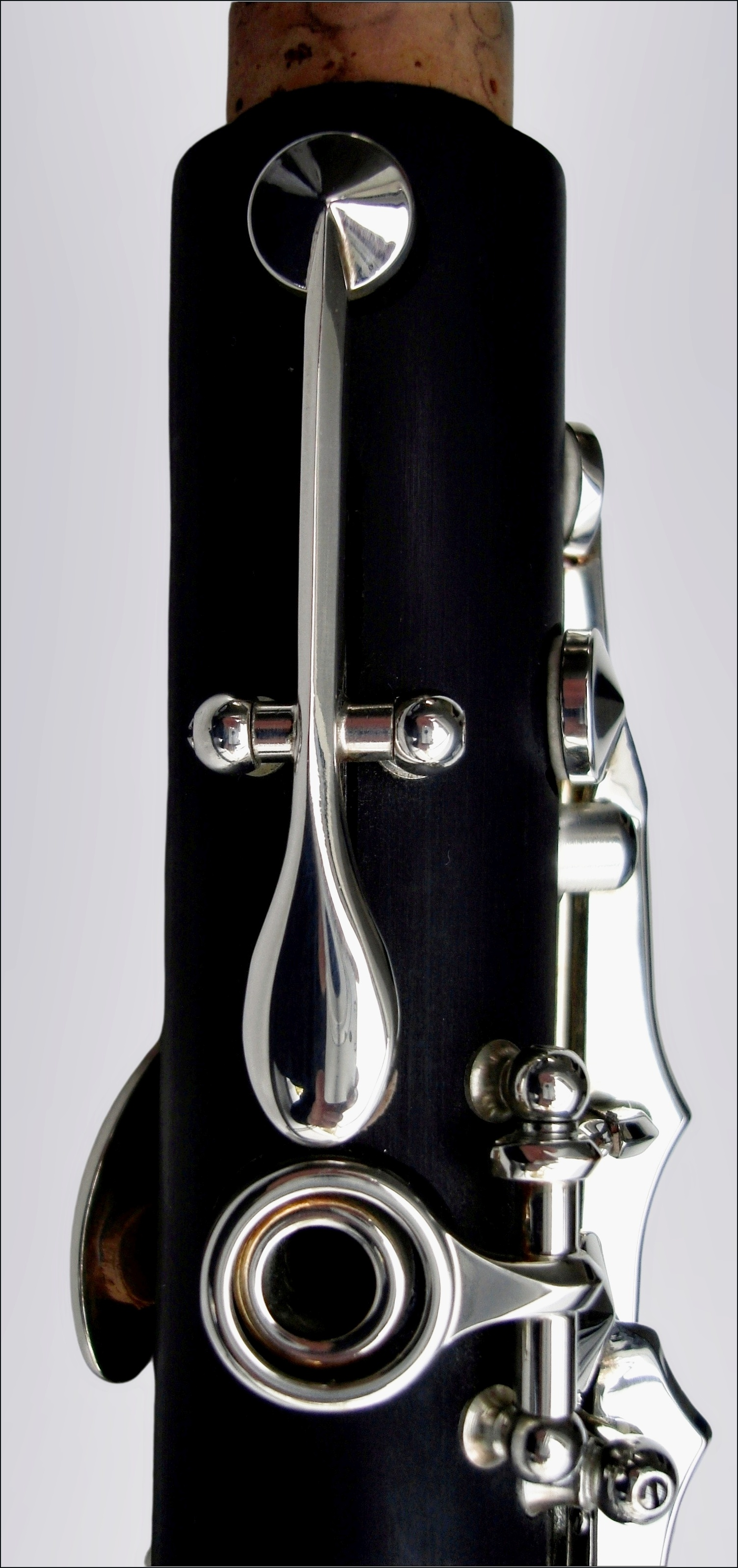
Normale Duodezim-Klappe
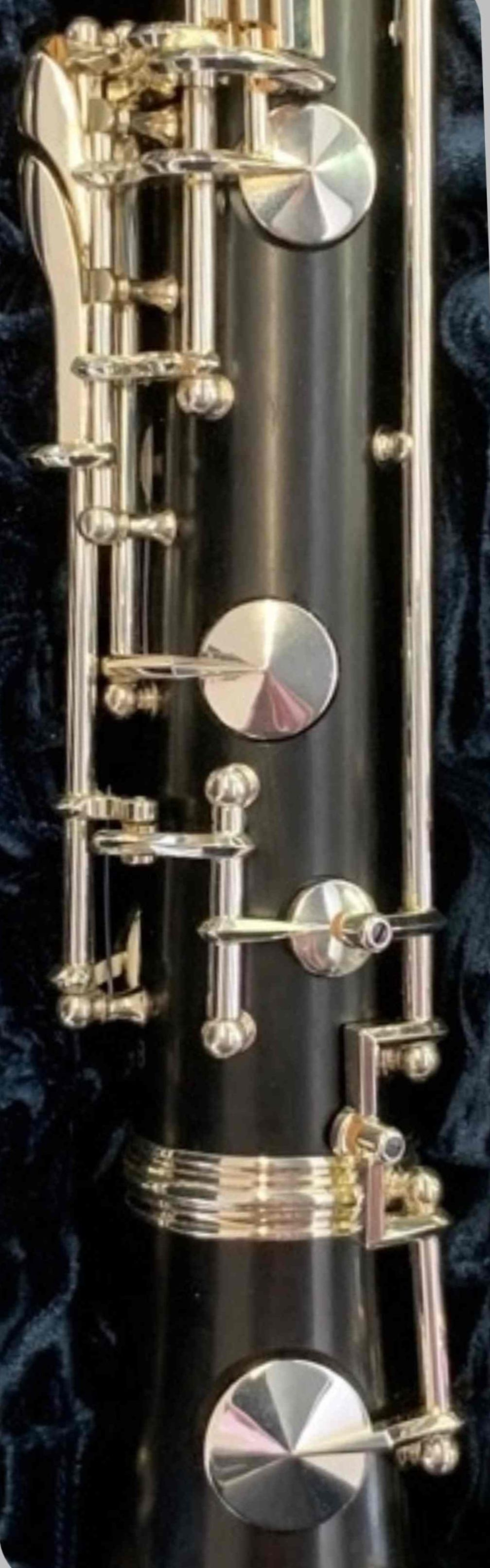
Tief-E/F-Verbesserung

## Entwicklung des Reform-Böhm-Systems

Klarinetten von Leitner & Kraus
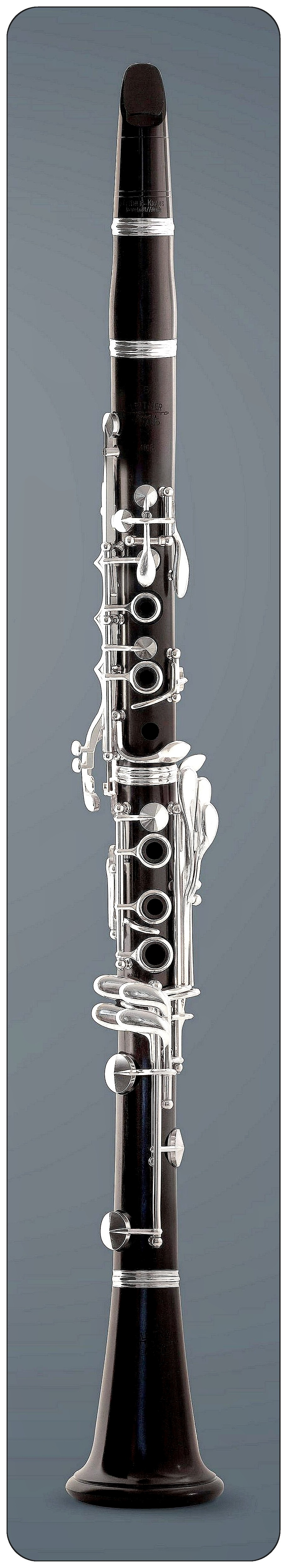
Original Böhm-Klarinette mit 17 Klappen und 6 Ringen
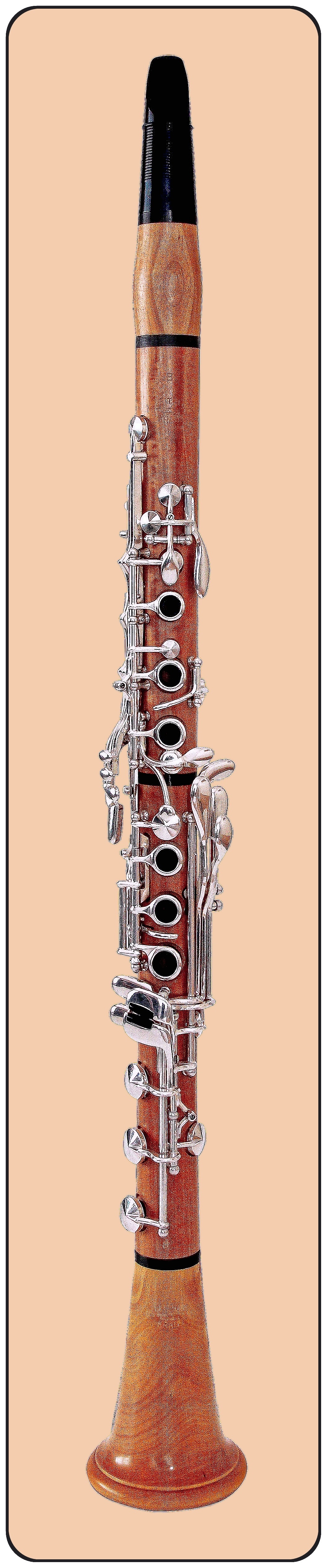
Reform-Böhm-Klarinette mit 20 Klappen und 7 Ringen

Das Reform-Böhm-System geht zurück auf Arbeiten des deutschen Soloklarinettisten Ernst Schmidt (ca. 1871–1954), der bereits 1895 zum Böhm-System überwechselte. Dieser nahm an der Böhmklarinette nach naturwissenschaftlich-mathematischen Grundsätzen Veränderungen vor, die zu einem revidierten Instrument führten, das sich rein äußerlich durch Rollen zwischen den beiden oberen Klappen für den rechten kleinen Finger auszeichnete, vor allem aber eine veränderte Bohrung mit einem anderen Klangcharakter aufwies und das er „Reform-Böhm-Klarinette“ nannte. Dieses Instrument kam allerdings erst auf den Markt, nachdem der in Erlbach Vogtland / Sachsen ansässige Klarinettenbaumeister Fritz Wurlitzer (1888–1984) in der zweiten Hälfte der 1940er Jahre die Arbeiten von Schmidt, mit dem er bereits bei der Produktion der Schmidt-Kolbe-Klarinette zusammengearbeitet hatte, fortsetzte und eine Böhmklarinette unter Beibehaltung des Griffsystems so veränderte, dass ihr Klang weitgehend dem der historischen und damit auch dem der Oehler-Klarinette entsprach. Dazu baute er eine Böhmklarinette mit einer geringeren Konizität, wobei die dadurch bedingte Beeinträchtigung der Intonation durch Verkürzung des Unterstücks um einige Millimeter und geringfügigen Versatz der unteren Tonlöcher wieder ausgeglichen wurde. Außerdem versah er sie mit einem Mundstück deutscher Bauart. Schließlich konnte er 1949 einem Klarinettisten des Concertgebow-Orchesters in Amsterdam die erste so gefertigte Klarinette aushändigen, für die er den Namen Reform-Böhm-Klarinette beibehielt. Eine solche Klarinette unterscheidet sich optisch durch eine Rollenverbindung zwischen den Klappen für das zweigestrichene C und Es, die mit dem rechten kleinen Finger betätigt werden und durch eine dreiteilige Brille auf dem Oberstück mit einem zusätzlichen Ring auf dem Tonloch für das eingestrichene C, wodurch das zwei gestrichene B auch als Gabelgriff ausgeführt werden kann. Diesen Ring findet man allerdings auch auf der  „Voll-Böhm-Klarinette“. Zudem ist die Duodezimklappe so geformt wie bei deutschen Klarinetten, d. h. das entsprechende Tonloch liegt nicht auf der Unterseite der Klarinette, sondern an der linken Seite, was statt einer geraden eine nach oben geformte Klappe erfordert; damit kann verbunden sein eine zusätzliche automatisch sich öffnende und schließende Klappe zur Verbesserung des Klangs des eingestrichenen B und überhaupt der Intonation der Töne am oberen Oberstück. Optional kann die Klappe für das zwei gestrichene Gis so erweitert werden, das sie auch mit dem rechten Zeigefinger betätigt werden kann. Schließlich kann auch eine Bechermechank zur Tief E/F-Verbesserung angebracht werden.
Alle vorstehend genannten (von der deutschen Klarinette übernommenen oder inspirierten) Verbesserungen sind auf den Abbildungen zu sehen.

## Derzeitige Situation und Ausblick
Zunächst wurden Reform-Böhm-Klarinetten nur von Fritz Wurlitzer und später von seinem Sohn Herbert Wurlitzer gebaut, schließlich folgten andere Hersteller in Deutschland (z. B. Leitner & Kraus, Dietz Klarinettenbau, Harald Hüying) und Japan (Yamaha). Die großen französischen Hersteller zeigten kein Interesse an diesem Klarinettentyp. Hauptabnehmer waren Klarinettisten in den Niederlanden, Japan, Spanien, Italien und den USA und bis 1990 für in der DDR hergestellte Instrumente auch der Ostblock. Die von den einzelnen Herstellern verkauften Stückzahlen dürften deutlich hinter denen der von ihnen gefertigten Klarinetten mit deutschem System zurückgeblieben sein und weiterhin zurückbleiben, was wohl an den relativ hohen Preisen dieser Instrumente, aber auch an mangelnder Propagierung lag und liegt. Yamaha hat vor einigen Jahren die Produktion dieses Typs eingestellt. Der gegenwärtige Trend für dieses System ist nach unten gerichtet (Mitte 2019). Stattdessen – so schon in einer Arbeit aus 2007 – „ist in jüngster Zeit verstärkt festzustellen, dass immer mehr Profi-Klarinettisten in Zusammenarbeit mit Instrumentenbauern individuelle, für die Bedürfnisse der Musiker konstruierte Instrumente entwickeln lassen, die entweder auf dem deutschen oder französischen System basieren“. Schließlich sei noch erwähnt, dass – entsprechend dem Grundgedanken Fritz Wurlitzers nach einer dem „deutschen“ Klang angenäherten Böhm-Klarinette – die kanadische Manufaktur Stephen Fox in den letzten Jahren unter akustischen Gesichtspunkten eine A- und B-Klarinette neu entwickelt hat, die die „Reinheit des deutschen Klangs“ mit der „Brillanz und Projektion“ der französischen Klarinette verbinden soll, zusammen mit einer „überlegenen Intonation“. Er nennt sie „Benade NX Klarinetten“. Bei deren Entwicklung standen als Vergleichsmodelle eine Buffet Crampom R13 und eine Reform Böhm-Klarinette von Herbert Wurlitzer Pate, von der auch einige der oben genannten optionalen Zusatzmechanismen übernommen und durch weitere ergänzt wurden.
Der Rückgang in der Verbreitung der Reform Böhm-Klarinette, die aber nach wie vor von verschiedenen deutschen Manufakturen, vor allem von den oben genannten, für Liebhaber dieses Instrumentes angefertigt wird, ist wohl auch dadurch bedingt, dass sich in den letzten ca. 20 Jahren die Klangauffassung der französischen Klarinettisten (gemeint sind damit die, die Böhm-Klarinetten spielen) gewandelt hat in Richtung auf das deutsche Klangempfinden und die Hersteller der Böhm-Klarinetten diesen Trend durch Angleichung des durchschnittlichen Bohrungsverlaufs, des Bohrungsdurchmessers und der Tonlochbohrungen an die deutsche Klarinette zu unterstützen scheinen, mit dem Ergebnis, dass heute der Klang einer modernen Böhm-Klarinette nicht mehr weit von dem der Reform-Böhm-Klarinette oder überhaupt dem einer deutschen Klarinette entfernt sein muss.